# Cidariophanes saturata
Cidariophanes saturata là một loài bướm đêm trong họ Geometridae.